# Le Chanteur de minuit
Pour plus de détails, voir Fiche technique et Distribution.
Le Chanteur de minuit est un film musical et sentimental français réalisé par Léo Joannon, sorti le 22 décembre 1937.

## Synopsis
Une veuve héberge un jeune homme ayant une voix sublime, Jean Bonnefoy (Jean Lumière). Dormant toute la journée et n’ayant pas le sou, il paye sa pension en lui chantant des chansons (Le bateau de pêche). Encouragé par un ami, il remplace le professeur de chant d’un pensionnat de jeunes filles, fuyant des élèves chahuteuses ne voulant pas chanter les gammes.
Sur les conseils d’une élève, Annie Laforcade (Yvette Lebon), Jean réussi à intéresser ses élèves avec une chanson qu’elles aiment (Je voudrais en savoir davantage).
Les jeunes filles apprennent qu’Annie s’est inscrite secrètement à un télé-crochet, elles décident donc de l’encourager en lui faisant la surprise d’y assister dans le public. Également inscrit, Jean refuse de monter sur scène pour ne pas chanter devant ses élèves.
L’organisateur du télé-crochet, embarrassé, lui propose de chanter derrière un écran blanc, préservant son anonymat (La chanson du cœur).
Un imprésario, Zébulon (André Alerme), présent dans la salle, repère Annie pour sa beauté et Jean pour sa voix.
Pour faire accroître le phénomène du chanteur caché, Zébulon souhaite qu’une jeune fan se suicide par amour pour le chanteur. Il convainc Annie de faire croire à son suicide, en lui promettant une belle carrière après sa résurrection.
Le soir, tous écoutent attentivement le chanteur de minuit à la TSF (J’ai rêvé d’un pays) pendant qu’Annie écrit sa lettre d’adieu et part se cacher chez sa mère.
Apprenant la mort d’Annie et se sentant responsable, Jean refuse de chanter. La nouvelle permet à Zébulon de négocier très cher un contrat d’enregistrement du chanteur de minuit avec Garnier, en vain. Pour pouvoir obtenir la main de la fille de Garnier — élève au pensionnat —, son amoureux, sans situation, va se faire passer pour le chanteur de minuit.
Garnier pense alors pouvoir doubler Zébulon en faisant chanter le chanteur de minuit au mariage. Pendant ce temps, Jean rend visite à Madame Laforcade, lui faisant part de sa tristesse, et allant même à lui révéler les sentiments qu’il avait pour Annie. Cette dernière se fait alors passer pour sa propre cousine, et commence à prendre des cours de chant avec Jean (Une maison aux tuiles roses). Très vite ils comprennent quelle est la vraie identité de chacun.
Appelé en urgence par Zébulon qui a compris l’erreur de Garnier, Jean reprend sa place de chanteur de minuit pour le mariage de la fille Garnier.
Les jeunes filles retrouvent Annie et Jean et les encouragent à s’embrasser.

## Fiche technique
- Réalisateur : Léo Joannon
- Scénaristes : Jacques Companéez, T.H. Robert et André Hornez (dialogue)
- Musique : Paul Misraki
- Image : Christian Matras et Claude Renoir
- Création des décors : Georges Wakhévitch
- Lieu de tournage : Studios de Saint-Laurent-du-Var[2]
- Société de production : Actor-Films
- Format :  Son mono  - Noir et blanc - 35 mm  - 1,37:1
- Genre : Film musical
- Durée : 98 minutes
- Date de sortie : 
  - France : 20 novembre 1942

## Distribution
- Jean Lumière : Jean Bonnefoy, un chanteur au chômage qui devient prof de musique dans un collège de jeunes filles
- Yvette Lebon  : Anny Laforcade, une élève de Jean qui tombe amoureuse de lui
- Saturnin Fabre : Garnier
- André Alerme : Zébulon, le manager de Jean qui, pour le lancer, persuade Anny de faire croire qu'elle s'est suicidée pour lui
- Jean Tissier : le directeur
- Édouard Delmont : Patard

## Chansons
Paroles d’André Hornez et musiques de Paul Misraki :
- Le bateau de pêche
- Je voudrais en savoir davantage (issue de l‘opérette Normandie)
- La chanson du cœur
- J’ai rêvé d’un pays
- Une maison aux tuiles roses

## Autour du film
Il s’agit du second et dernier film Jean Lumière et son unique dans un premier rôle. Renommé comme chanteur, il se montre piètre acteur : « Quant à Jean Lumière, il est insuffisant comme comédien » écrit le critique du Petit Journal.